# Кривандинская волость
Кривандинская волость, или Кривалдинская волость — историческая административно-территориальная единица во Владимирском уезде Замосковного края Московского царства.
Не следует путать с Кривандинской волостью Егорьевского уезда РСФСР. 

## География
В XVII веке располагалась по рекам Буже и Поле (притоку Клязьмы) в южной части Владимирского уезда Замосковного края, в пределах позже созданных на этой территории Покровского уезда, Судогорского и Егорьевского уездов. Название сохранилось в названии села Кривандина на реке Поле.

## Населённые места и топонимы
Населенные места и топонимы Кривандинской волости Владимирского уезда в начале XVII века.
- Алешина, дер.
- Андреевская, дер.
- Большой Передел, слц.
- Боровушка, уроч.
- Булыкинская, Морозово и Мамоново тож, пуст.
- Василева (Василиха), пуст., б. дер.
- Власово (Власовская, дер., ныне с.)
- Воймега (Воймежка), рчк.
- Воймежка (Воймежное), оз.
- Выславль, уроч.
- Гарманиха, дер.
- Гарманиха (Гарманова), пуст.
- Дмитриевская см. Дмитровка
- Дмитровка (Дмитриевская), дер.
- Дуреевская, дер.
- Елпышиха, Корниловская тож, дер.
- Захаровская, дер.
- Земцы, пуст.
- Иванищево, пуст.
- Ивашкова росчисть, уроч.
- Истоминская, пуст.
- Карповская, пуст.
- Кижея, пуст., б. дер.
- Климово, уроч.
- Кольцовская заполица, уроч.
- Константиновская, пуст.
- Крестец, уроч.
- Кривандинская (Поле Кривальдино), вол.
- Кузнечиха, пуст. в Кривандинской вол.
- Кузьминская, а Тархановская тож, пуст,
- Левинская, дер.
- Лексово, уроч.
- Лемешная, Харламово тож, пуст.
- Лукина, пуст.
- Лукинская (пашня), уроч.
- Марковская, а Макаровская тож, дер.
- Маруниха, пуст.
- Мишуринская, пуст., б. дер.
- Морозовка полянка, уроч.
- Муромская (пашня), уроч.
- Одешковская припаш, уроч.
- Окинфиево, дер.
- Окуловская, дер.
- Орефинская, пуст.
- Офонинская пашня, уроч.
- Передел Малый, пуст., б. дер.
- Персова, пуст.
- Пещинново, а Черняево тож, уроч.
- Погост на г. ц. и вел. кн. земле
- Погост на Емельянове острове
- Поле Кривальдино
- Поля (ныне Поль, приток р. Бужи), р.
- Поля (приток р. Клязьмы), р.
- Пустоша (Гридино, Гридинская, дер., ныне с.)
- Разки, уроч.
- Раины, уроч.
- Рамешки, уроч.
- Савинская, пуст.
- Савинская пашня, уроч.
- Семеновская, дер.
- Старая, дер.
- Старая, пуст.
- Стоки, уроч.
- Стрелица, уроч.
- Стружань, уроч.
- Сыреково, пуст.
- Федорово, уроч.
- Фоляховская заполица, уроч.
- Фоминская, а Бурково тож, дер.
- Храм Воскресения Христова
- Храм Покровский придел в ц. Воскресения Христова
- Храм Успения Пресвятой Богородицы ц. на Емельянове острове
- Чернятино, дер.
- Ширяевская пашня, уроч.
- Якушиха, пуст.

## История
В 1778 году был образован Егорьевский уезд в составе Рязанского наместничества на землях Высоцкой, Крутинской, Мещерской, Раменской, Холмовской волостей Коломенского уезда Московской губернии и ряда волостей Владимирского (Шатурская, Сенежская, Кривандинская, Дубровская, Вышелесский Остров, Муромское сельцо, Пырков Стан) и Рязанского уездов (волости Купля и Литвуня). В 1796 году император Павел по вступлении на престол повелел наместничества преобразовать в губернии, и утвердил новый штат, по которому Рязанской губернии положено было состоять из девяти городов с уездами. Вследствие этого город Егорьевск был упразднён, а территория уезда поделена между Зарайским и Рязанским (примерно по реке Цне). В 1802 году император Александр возвратил Рязанской губернии прежнее административное деление, и уезд был восстановлен, но в несколько урезанных границах. Часть прилегающей к реке Оке территории (возле села Дединово) осталась в Зарайском уезде. 4 мая 1922 года уезд вошёл в состав Московской губернии. В 1929 году уезд был упразднён, большая его часть вошла в состав Егорьевского района Орехово-Зуевского округа Центральнопромышленной области (позднее — Московской).
В ходе реформы 1861 года был реализован с некоторыми изменениями проект волостного деления, предложенный в 1850-м году. В Егорьевском уезде появились 26 волостей, существовавшие практически в неизменном виде до начала XX века. Кривандинская волость, как административно-территориальная единица отсутствовала. Село Кривандино входило в Лузгаринскую волость. В 1918 году в Егорьевском уезде было 30 волостей, в числе них и Кривандинская. 
Лесные южные волости Владимирского уезда: Муромское сельцо, Тумская, Тугалесская, Мичевская, Польская, Кривандинская, Вышелесская — были известны своими изделиями из дерева, преимущественно, по-видимому, относившимися к экипажному производству, частям сбруи и т. п. Этот промысел был известен даже Большому дворцу.